# Kristina Ohlsson
 (février 2015).
Si vous disposez d'ouvrages ou d'articles de référence ou si vous connaissez des sites web de qualité traitant du thème abordé ici, merci de compléter l'article en donnant les références utiles à sa vérifiabilité et en les liant à la section « Notes et références ».
Kristina Maria Ohlsson, née le 2 mars 1979 à Kristianstad, en Suède est une écrivain suédoise. Elle a travaillé comme analyste politique pour la Police nationale suédoise.

### Livres policiers
- Askungar, 2009, publié en français sous le titre Les Enfants de cendres, (traduit parfois en Cendrillon) Michel Lafon, 2011 puis J'ai Lu Policier, 2012, premier volet des enquêtes de Fredrika Bergman [2].
- Tusenskönor, 2010, publié en français sous le titre La Fille au tatouage, Michel Lafon, 2012 puis J'ai Lu Policier, 2013, deuxième volet des enquêtes de Fredrika Bergman  (Prix du meilleur thriller suédois de l'année).
- Änglavakter, 2011, publié en français sous le titre Les Anges gardiens, Michel Lafon, 2013 puis J'ai Lu Policier, 2014, troisième volet des enquêtes de Fredrika Bergman (Prix des libraires suédois).
- Paradisoffer, 2012, publié en français sous le titre Les Otages du paradis, J'ai Lu Thriller, 2018, quatrième volet des enquêtes de Fredrika Bergman
- Davidsstjärnor, 2013, publié en français sous le titre Les étoiles de David, J'ai Lu 2019, cinquième volet des enquêtes de Fredrika Bergman
- Den bekymrade byråkraten : en bok om migration och människor, 2014
- Lotus Blues, 2014
- Mios Blues, 2015
- Sjuka själar, 2016
- Syndafloder, 2017, publié en français sous le titre Déluges, J'ai Lu 2020 - Sixième enquête de Frederika Bergman
- Henrys hemlighet, 2019

### Livres pour enfants
- Glasbarnen, 2013
- Silverpojken, 2014
- Stenänglar, 2015
- Mysteriet på Hester Hill, 2015
- Zombiefeber, 2016
- Det magiska hjärtat, 2016
- Varulvens hemlighet, 2017
- Mysteriet på Örnklippan, 2017
- Mumiens gåta, 2018